# Arthur Oswald Stiehler

Arthur Oswald Stiehler

Arthur Oswald Stiehler (* 22. Mai 1864 in Oederan; † 1928) war ein deutscher Lehrer und Schriftsteller.

## Leben
Sein Vater war Kaufmann und zog nach Chemnitz und Leipzig. Er starb 1877. Arthur Oswald Stiehler besuchte  Bürgerschulen und besuchte von 1878 bis 1884 das Seminar in Schneeberg und arbeitete erst in Wachwitz, später in Dresden als Lehrer. In Dresden besuchte er 1893 Vorlesungen am Polytechnikum. Von 1890 bis 1893 besuchte er die Dresdener Musikschule. Nach seiner Heirat 1895 ging er nach Heidelberg, wo er Germanistik, Kunstgeschichte, Geschichte und Nationalökonomie studierte. Er beendete seine Studien 1897 mit der Promotion. 1898 zog er als freier Schriftsteller nach Lichterfelde bei Berlin.

## Werke
- Das Lied als Gefühlsausdruck zunächst im Volksschulgesange. Pierer, Altenburg 1890. (Digitalisat)
- Pfarrer Reinhardt. Tragödie in drei Aufzügen. Malcomes, Stuttgart 1895.
- Das Ifflandsche Rührstück. Ein Beitrag zur Geschichte der dramatischen Technik. Voß, Hamburg/Leipzig 1898. (Digitalisat)
- Im güdenen Maulaffen. Lustspiel. 1900.[1]
- Im Wendekreis der Ehe. Lustspiel. 1902.[1]
- Mariannes Szepter. Lustspiel. 1903.[1]
- Die Herrin ihres Hauses. Humoristischer Roman. 1904.[1]
- Die preußische Bank, Carmen, das Tränenkrüglein der Urahne und andere Novellen und Humoresken. 1904.[1]
- Das verschleierte Glück. Roman. 1905.[1]
- Die berühmte Bande. Lustspiel in 3 Akten. Unverdorben, Lichterfelde 1907.
- Hochzeitsnacht. Lustspiel. 1907.[1]
- Frauenzauber. Lustspiel. 1908.[1]
- Goldene Berge. Roman aus dem Leben der Gräfin Kosel und des Porzellan-Erfinders Böttger. Bong, Berlin 1918.
- Deutsche Dichter ihren bedrängten Stammesbrüdern an Rhein und Ruhr. Rhein- und Ruhr-Verlag, Berlin, 1923.